# Guanajay
Guanajay är en ort i Kuba.   Den ligger i provinsen Artemisa, i den västra delen av landet, 40 km sydväst om huvudstaden Havanna. Guanajay ligger 109 meter över havet och antalet invånare är 25 258.
Terrängen runt Guanajay är huvudsakligen platt, men åt nordost är den kuperad. Runt Guanajay är det ganska tätbefolkat, med 129 invånare per kvadratkilometer. Närmaste större samhälle är Artemisa, 14,7 km sydväst om Guanajay. Omgivningarna runt Guanajay är en mosaik av jordbruksmark och naturlig växtlighet.